# Alice Colonieu
Alice Colonieu (n. 5 noiembrie 1924, Marsilia — d. 16 iulie 2010, Roaix) a fost o ceramistă, pictoriță și sculptoriță franceză.

## Date biografice
Alice Colonieu s-a născut în Marsilia, fiind fiica lui Albert Colonieu, controlor la SNCF și a lui Céphyse Jouve. Talentul de desenator al tinerei Alice Colonieu a fost remarcat încă de pe băncile școlii. După al Doilea Război Mondial, în 1945, ea a urmat cursuri la École de Formation Artistique de Fontcarrade, din Montpellier.
Alice Colonieu a murit la 16 iulie 2010.